# Фалькенштайн (замок, Бавария)
Фалькенштайн (нем. Burg Falkenstein) — руины средневекового замка в коммуне Пфронтен в районе Восточный Алльгой на юго-западе Баварии (почти на границе с Австрией). Это самый высокогорный замок в Германии.

## Расположение
Руины замка расположены на горе Фалькенштейн на высоте 1268 метров над уровнем моря. Крепость находится на территории коммуны Пфронтен в южной части района Восточный Алльгой в горах Фалькенштайнкамм.
Благодаря живописному виду и уникальному расположению этот небольшой комплекс укреплений среди современных специалистов по средневековым замкам обрёл особую славу. Фалькенштайн стал символом могущества и власти. Твердыню нередко упоминают как главную цитадель Баварского герцогства. Непростой доступ в замок сделал его неприступной крепостью. Но при этом Фалькенштайн с трудом мог служить в качестве административной резиденции. Поэтому все службы, связанные с представительной властью, в 1582 году были перенесены в поселения расположенные гораздо ниже.
Из замка открывается потрясающий вид на долину реки Фильс и на вершины горного комплекса Таннхаймер.

## История

### Средние века
К 1270-1280-е годы претензии на владычество в регионе стал выказывать граф Мейнхард II. Он уже обладал властью в землях Тироля и Каринтии. Долины южной Баварии казались ему лакомым кусочком. В качестве официального обоснования своих прав граф объявил себя наследником династии Гогенштауфенов в области Восточный Алльгой. 
Мейнхард II вступил в открытый конфликт с герцогами Баварии. И в качестве главного символа своего могущества в регионе он приказал в 1280 году возвести крепость «castrum Pfronten» на северном краю собственных владений. Замок Фалькенштайн был построен как противовес расположенной не очень далеко крепости Фюссен. Из Фюссена река Лех становилась судоходной в северном направлении. А на юг от этой точки вела построенная ещё римлянами дорога Via Claudia Augusta. Таким образом крепости, возведённые на этих территориях, имели стратегическое значение.  
При этом следует иметь в виду, что современное название Фалькенштайн не использовалось до XV века.
Ещё в 1290 жители Тироля решили передать построенную в горах небольшую крепость епископу Аугсбурга по имени Вольхард. Тот в свою очередь обязался платить проценты от доходов с судебных решений. 
Графы Тироля и епископы Аугсбурга являлись естественными союзниками в противостоянии с таким могущественным соседом, как герцогство Бавария. Здесь, в районе Фюссена, пересеклись интересы всех трёх феодальных владений. Это стало важной причиной необычайно крупных вложений в строительство и создание мощных оборонительных сооружений замков региона.

### Эпоха Ренессанса
До 1582 года замок служил основной резиденцией для аугсбургских судебных приставов и управляющих. При этом большинство из них предпочитали проживать не в крепости, а в долине. Потому что комплекс из-за высоты расположения, особенно в зимнее время, оставался уж очень некомфортным местом для постоянного проживания. В частности, из-за сильных зимних морозов, характерных для высокогорья, отдельные проблемы были связаны с обустройством конюшен. 
Со временем резиденция приставов и других служащих была официально перенесена гораздо ниже, в поселения, возникшие в долине реки Лех.
К концу Тридцатилетней войны (около 1646 года) Фалькенштейн разделил судьбу двух соседних замков, Айзенберга и Хоэнфрейберга. Правительство провинции Тироль во второй половине XVII века решило отказаться от претензий на владение всеми тремя замками, так как не имело возможность поддерживать их в хорошем состоянии и содержать там боеспособные гарнизоны. Особенно в условиях быстро приближающейся непобедимой шведской армии. В результате все три замка были разрушены собственными немецкими гарнизонами и сожжены. Однако очень скоро стало понятно, что шведское командование резко изменило маршрут движения своей армии. То есть уничтожение крепостей оказалось бессмысленным.
Вместе со всеми владениями епископства Аугсбург замок Фалькенштайн стал частью Баварии в 1803 году. Вскоре власти продали крепость общинам Штайнах и Оеш. Эти общины позднее и стали единой коммуной Пфронтен.

### XIX век

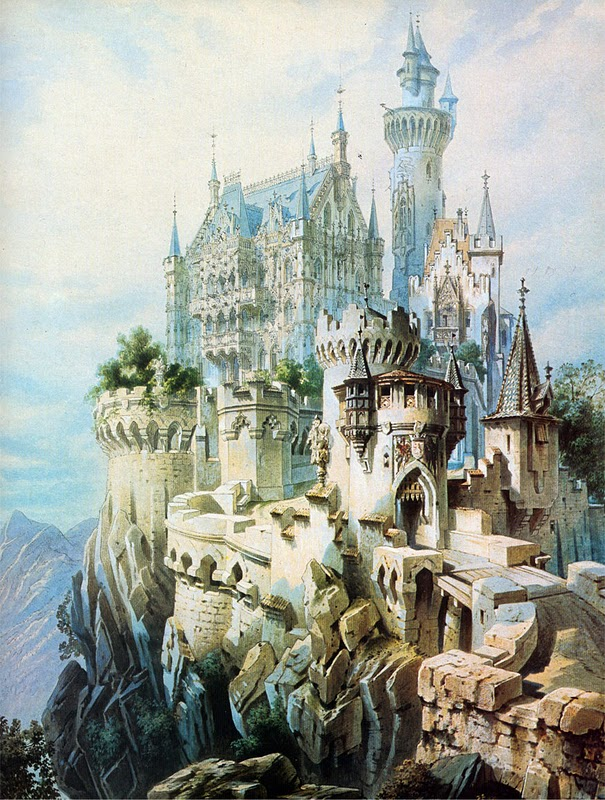
Проект замка Фалькенштайн Кристиана Янка

В 1883 году баварский король Людвиг II выкупил заброшенные руины прежней средневековой крепости. Он решил построить на этом месте роскошный романтический сказочный замок в стиле Нойшванштайн или Лихтенштайн. Первоначально работы по созданию архитектурного проекта были поручены художнику-декоратору Кристиану Янку (одному из авторов проекта замка Нойшванштайн). Однако быстро выяснилось, что наброски и эскизы Янка в силу несовершенства технологий невозможно воплотить в жизнь.
Вскоре Кристиану Янку нашли замену в лице Георга фон Долльманна. Однако из-за бесконечных финансовых проблем баварского короля и этот архитектор не смог в полной мере реализовать изначальные замыслы. В готовом плане 1884 года Фалькенштайн предполагалось перестроить в небольшой готический замок с высокой главной башней. Своей относительно скромной концепцией проект напоминал многочисленные замковые виллы, которые в то время возводились в пригородах европейских городов, главным образом, благодаря толстым кошелькам нуворишей. Очень скоро король, разгневанный скромностью проекта, разорвал контракт с Долльманном, но не отказался от своих замыслов. В результате новым проектировщиком стал Макс Шульце, архитектор и художник из Регенсбурга.
К 1885 году Шульце сумел построить водопровод и новую дорогу к прежним руинам. Его проект, вероятно, мог быть успешно реализован. В основном потому, что он оказался ближе всего к представлениям Людвига о романтическом «замке рыцаря-разбойника». При этом в отличие от утопической фэнтезийной архитектуры Янка, проекты Шульце были технически и пространственно осуществимы. Имелась детальная документация о возведении прекрасного замка на вершине горы Фалькенштейн. Но к тому времени король Баварии находился в крайне стеснённых финансовых возможностях. К тому же он утратил и политическую власть. Таким образом, проект остался лишь неосуществлённой концепцией.
В настоящее время картина с изображением запланированной королевской высокогорной резиденции (а также макет) находятся в Музее короля Людвига II при дворце Херренкимзее.
В 1886 году Людвиг II (к тому времени отстранённый от власти) трагически погиб. В результате все строительные работы были полностью остановлены.

### XX и XXI века
Ещё в 1897 году несколько ниже замка была построена гостиница. На рубеже тысячелетий в ходе очередной реконструкции Фалькенштайна там оборудовали деревянную смотровую площадку. 
В 1898 году в комплекс зданий ударила молния. Начался пожар, который разрушил восточную часть комплекса. 
В 1920-е, а затем в 1960-е годы местные власти предпринимали некоторые меры по консервации руин. Правда, с технологической точки зрения, эти действия оказались неадекватными. 
В 1988 году замок перешёл в частную собственность.

## Описание
Основная каменная кладка крепости была построена из местного известняка. При этом площадку вершины предварительно выровняли. Изначально над цокольным этажом располагался Рыцарский зал, а над ним — низкий антресольный этаж. Вероятно, все жилые помещения находились на самом верхнем этаже.
Замковый комплекс окружала внешняя кольцевая стена. Хозяйственные постройки (включая склады и конюшни) находились примерно на 50 метров ниже от того места, где сегодня находится гостиница.
Все возможные подступы к замку Фалькенштайн охранялись отдельными оборонительными сооружениями. Таким образом комплекс можно считать действительно неприступной твердыней.

## Галерея

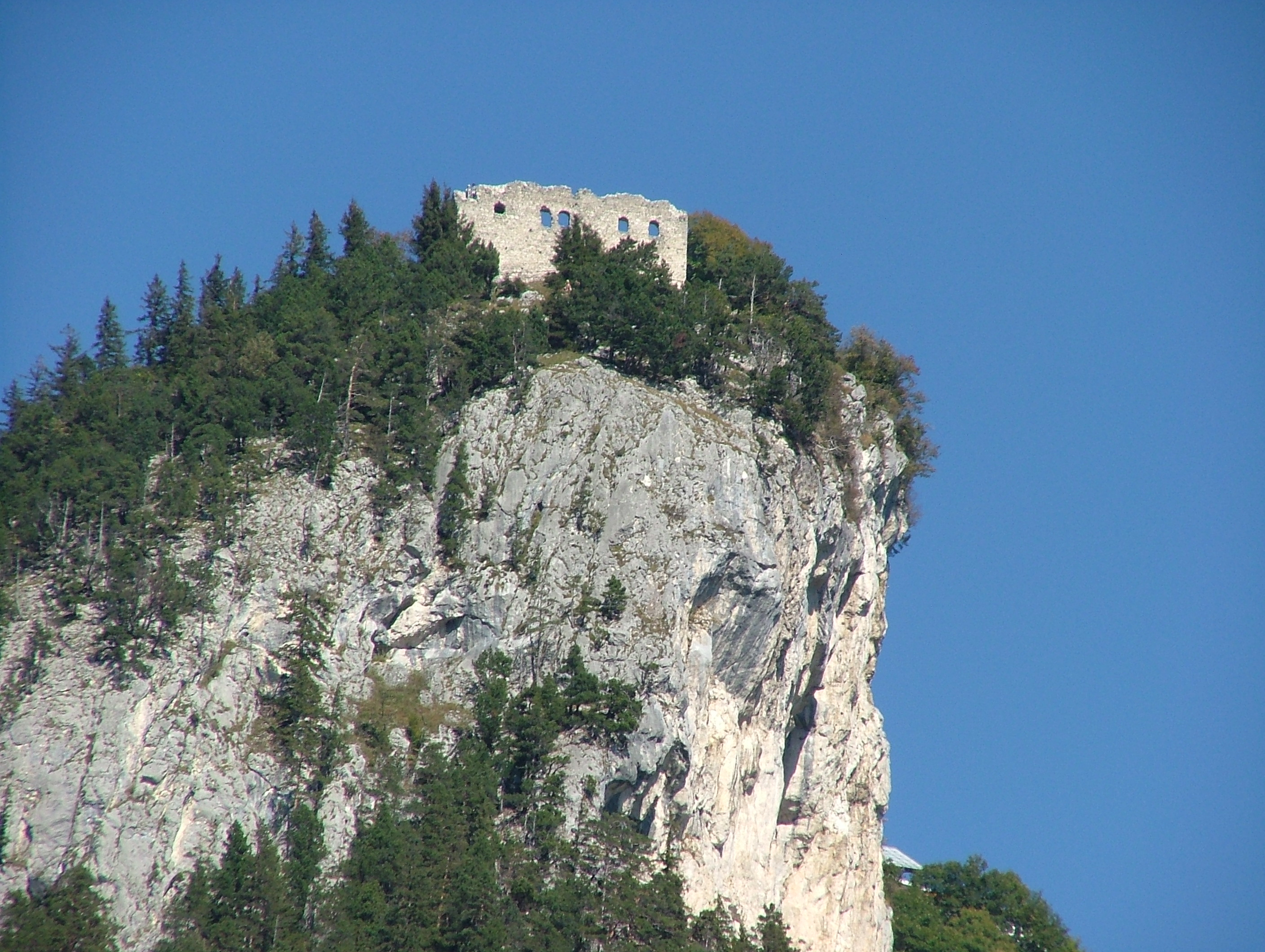
Руины главного здания замка
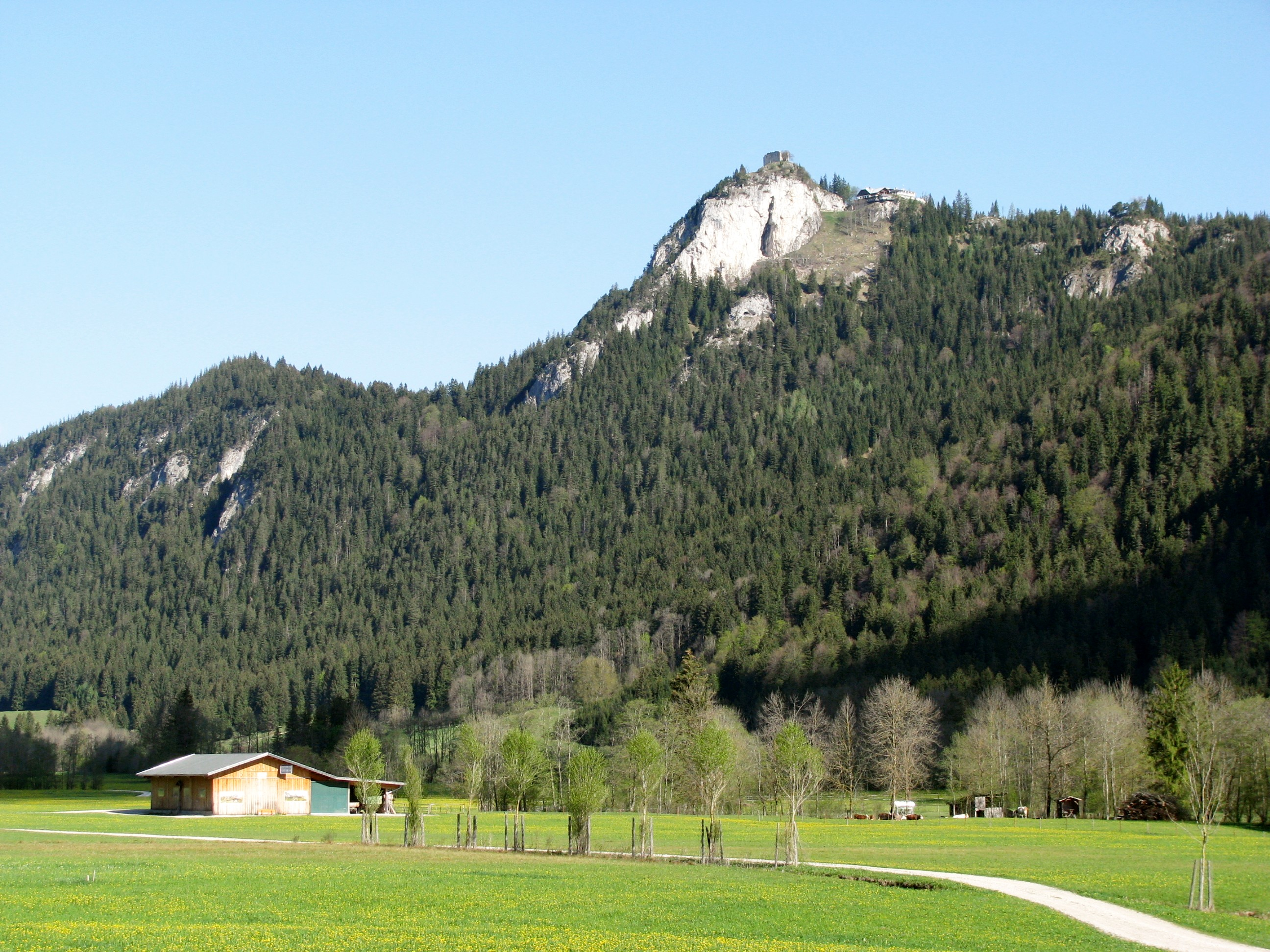
Вид замка со стороны долины
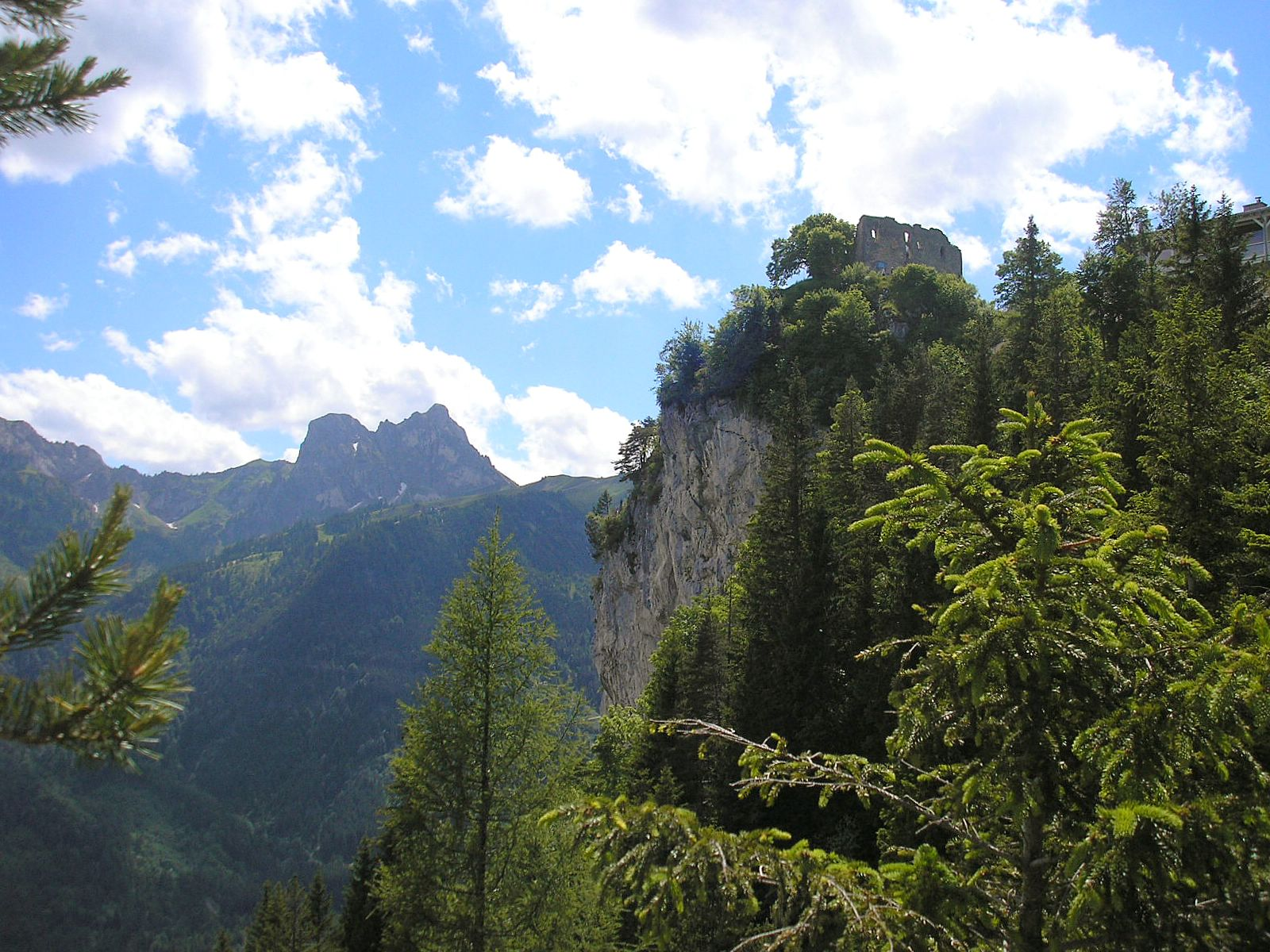
Руины замка на фоне окружающих гор
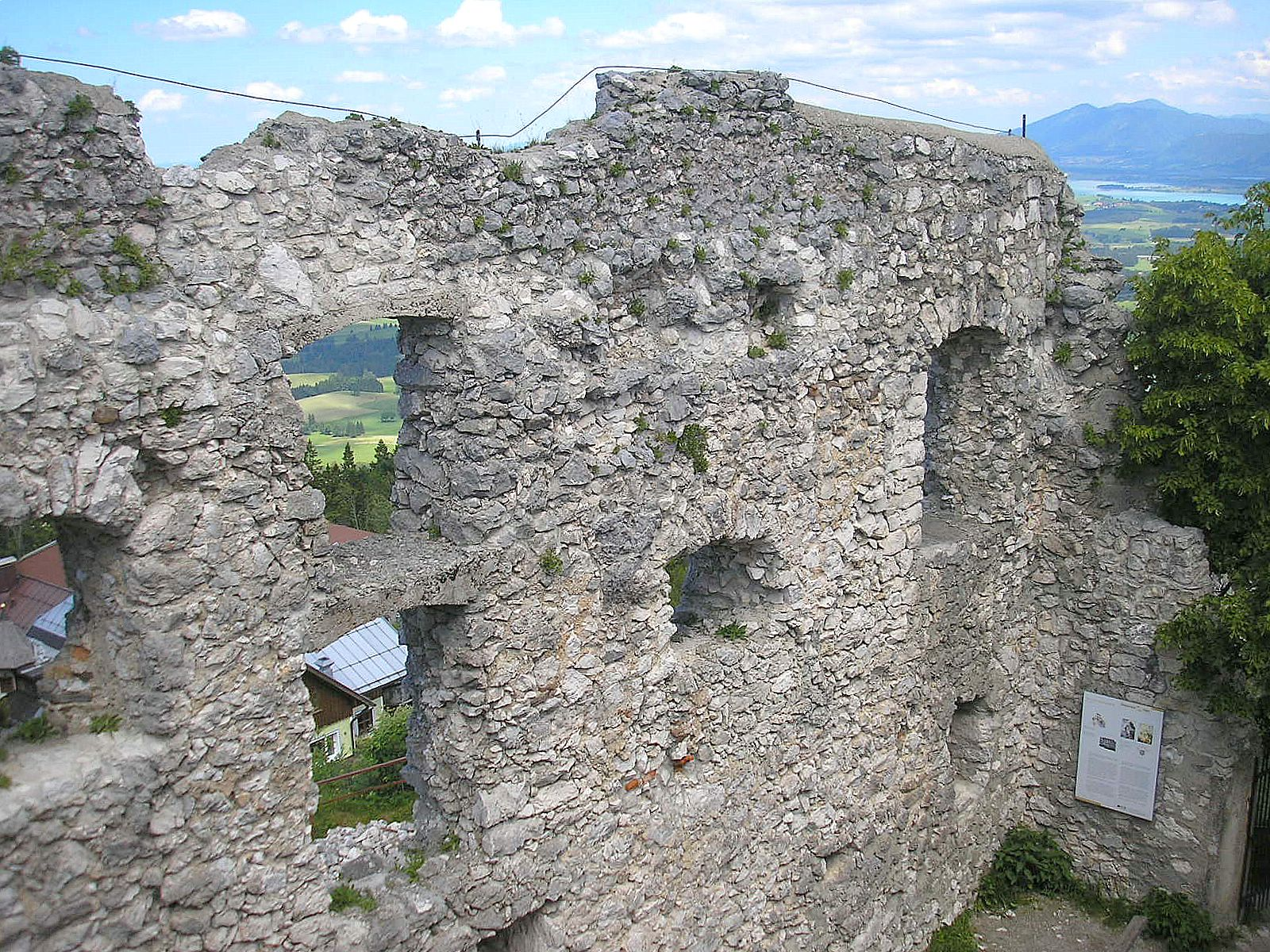
Сохранившаяся стена замка
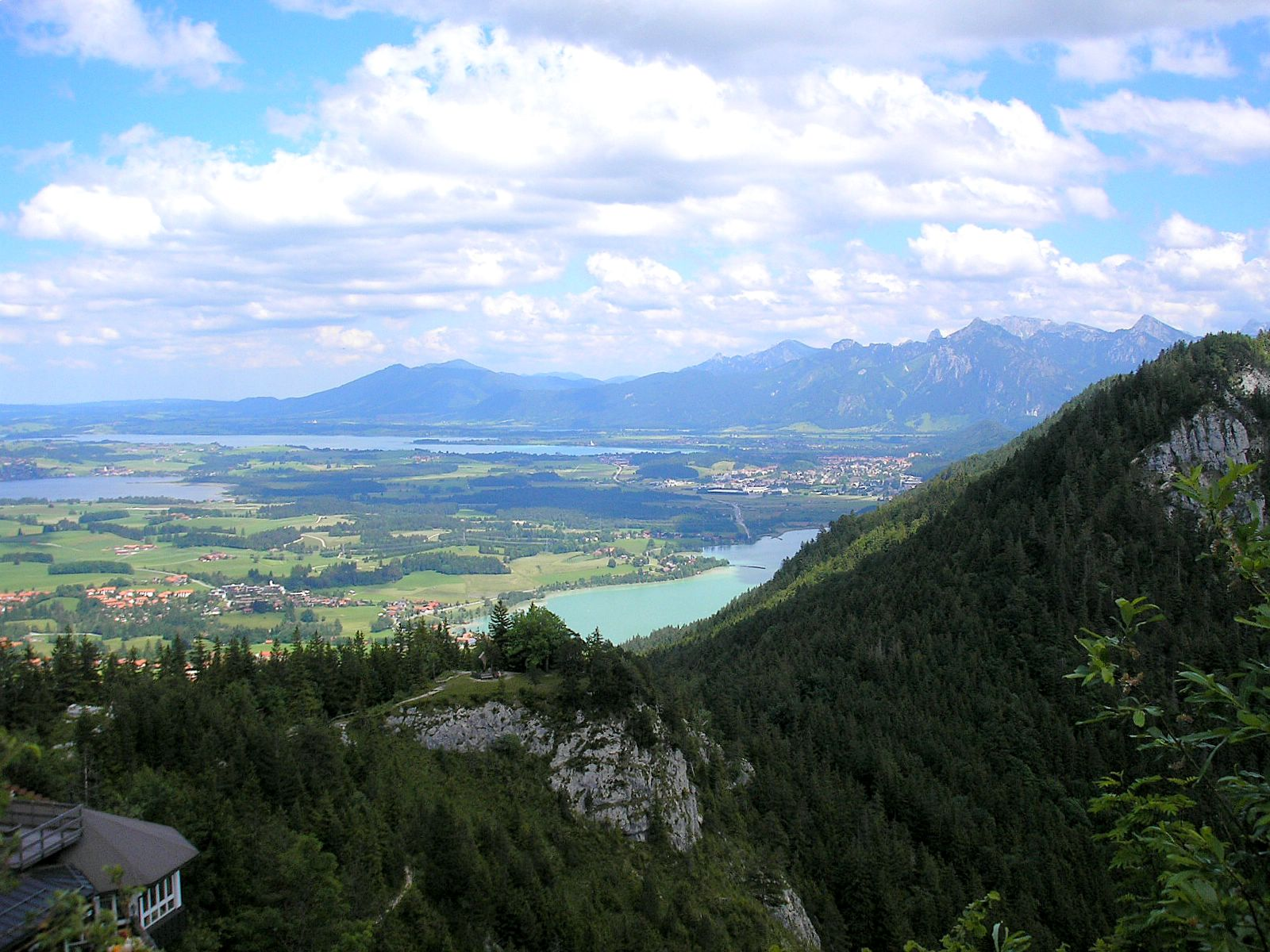
Вид со смотровой площадки